# Carnalliet

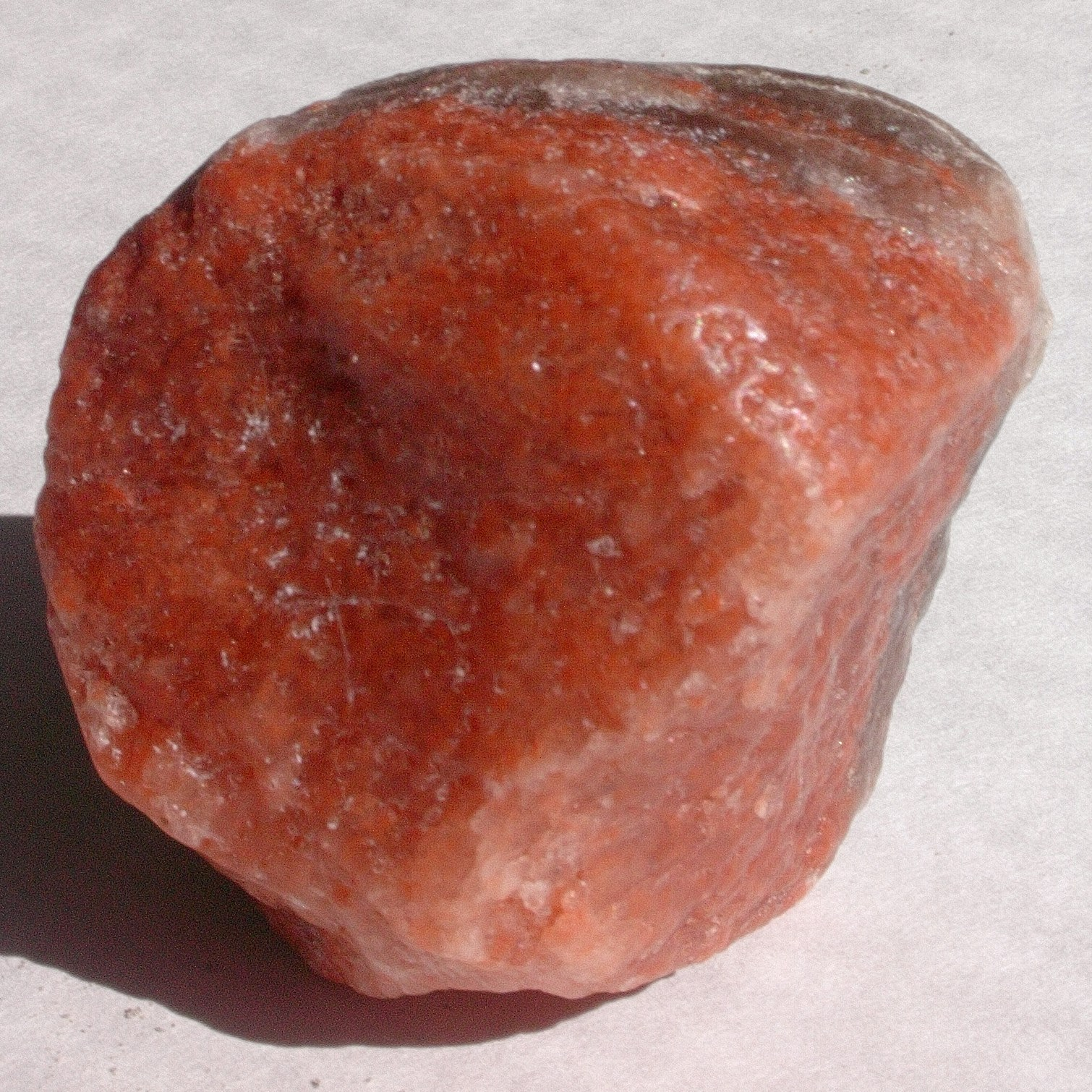
Carnalliet

Het mineraal carnalliet is een gehydrateerd kalium-magnesium-chloride met de chemische formule KMgCl3•6(H2O).

## Eigenschappen
De kleur varieert van geel tot wit, roodachtig, tot soms kleurloos en blauw. Het is gewoonlijk massief tot vezelachtig met orthorombische kristallen. Het is transparant tot doorschijnend met een vettige glans. De brekingsindices zijn 1,467 tot 1,494. Het heeft een hardheid op de schaal van Mohs van 2,5 en heeft een gemiddelde dichtheid van 1,6. Het mineraal neemt vocht op uit de omgeving; specimens moeten in een luchtdichte omgeving bewaard worden.

## Naam
Carnalliet werd voor het eerst beschreven in 1856 in Stassfurt, Saksen-Anhalt, Duitsland. Het is genoemd naar de Pruisische mijnbouwingenieur, Rudolph von Carnall (1804-1874).

## Voorkomen
Carnalliet komt voor samen met een opeenvolging van kalium- en magnesiumhoudende evaporieten zoals sylviet, kaïniet, picromeriet, polyhaliet en kieseriet. Carnalliet is een nogal zeldzaam chloride dat enkel gevormd wordt in specifieke omstandigheden in een verdampende zee of in een sedimentair bekken. Dit mineraal wordt commercieel gewonnen voor zowel kalium als magnesium en komt voor in de evaporietafzettingen van Carlsbad, New Mexico; het Paradox Bassin in Colorado en Utah; Strassfurt, Duitsland; het Perm Bassin, Rusland; en het Williston Bassin in Saskatchewan, Canada. Deze afzettingen dateren uit het Devoon tot het Perm.